# La Revanche des gueux
Pour plus de détails, voir Fiche technique et Distribution.
La Revanche des gueux (Rogues of Sherwood Forest) est un film d'aventure de 1950 réalisé par Gordon Douglas, mettant en vedette John Derek dans le rôle de Robin le comte de Huntingdon, le fils de Robin des Bois, Diana Lynn dans le rôle de Lady Marianne et Alan Hale dans son troisième film sur une période de 28 ans en tant que Petit Jean ; il avait joué le rôle dans le film de 1922 et dans celui de 1938, l'une des plus longues périodes pendant lesquelles un acteur de cinéma a joué le même rôle majeur. C'était aussi le dernier film de Hale. Le film a été écrit par George Bruce et Ralph Gilbert Bettison.

## Histoire
Dans sa vision de l'histoire, le roi Jean reprend ses anciennes habitudes après la mort de Richard Cœur de Lion avec comme plan de garder son pouvoir en faisant venir des mercenaires du continent et en les payant par une fiscalité oppressive. Le roi Jean essaie d'abord de tuer le fils de son ancien ennemi Robin. Ses hommes de main fixent un capuchon de protection défectueux à la lance d'un chevalier flamand qui défie Robin lors d'une joute. Lorsque Robin survit à l'attaque de la lance, il défie son adversaire à une joute sans dispositifs de protection, empalant le chevalier flamand. 
De retour des croisades, Robin et Petit Jean recrutent à nouveau les vieillards des Joyeux Compagnons qui mènent une guérilla dans tout le royaume grâce aux renseignements fournis par les pigeons voyageurs de Lady Marianne. 
Le film se termine avec Robin et l'archevêque de Cantorbéry obligeant le roi Jean vaincu à sceller la Magna Carta. 

## Distribution
- John Derek : Robin des Bois
- Diana Lynn : Lady Marianne de Beaudray
- George Macready : roi Jean
- Alan Hale, Sr. : Petit Jean
- Paul Cavanagh : Sir Giles
- Lowell Gilmore : comte de Flandre
- Billy House : Frère Tuck
- Lester Matthews : Allan A'Dayle
- Billy Bevan : Will Scarlet (présenté comme William Bevan)
- Wilton Graff : baron Fitzwalter
- Donald Randolph : archevêque Stephen Langton
- Olaf Hytten : Charcoal Burner (non crédité)

## Production
Le film était connu sous le nom de Swords of Sherwood Forrest.
Gig Young a été le premier choix pour le rôle du Prince Jean mais a été écarté par Columbia quand il a refusé de le jouer. Le film a été tourné en technicolor, avec un tournage au Corriganville Movie Ranch . 

## Réception critique
Leonard Maltin a écrit : « Malgré une bonne production et un casting correct, assez mou », alors que DVD Talk l'a trouvé « un bon programme qui fait un film familial décent pour un dimanche après-midi pluvieux, ou n'importe quand pour les cinéphiles classiques. Hautement recommandé ».
Il est sorti également en Blu-ray[réf. nécessaire].